# Imagine Entertainment
Imagine Entertainment (wcześniej Imagine Films Entertainment, również Imagine) – amerykańska wytwórnia filmowa założona w 1986 roku przez Briana Grazera i Rona Howarda, po sukcesie ich wspólnego filmu Plusk (1984).
Wytwórnia wyprodukowała takie hity kinowe, jak m.in. Apollo 13 (1995), Piękny umysł (2001) i Kod da Vinci (2005).
Imagine jest posiadaczką takich oddziałów, jak Imagine Features, Imagine Television Studios, Imagine Documentaries i Imagine Kids+Family. Ma również jednostki zależne, w tym Jax Media, Jigsaw Productions i Marginal Mediaworks.